# Bletschertalkopf
De Bletschertalkopf is een berg in de deelstaat Beieren, Duitsland. De berg heeft een hoogte van 1358 meter.
De Bletschertalkopf is onderdeel van het Estergebergte, dat weer deel uitmaakt van de Bayerische Voralpen.